# Ignaucourt
Ignaucourt é uma comuna francesa na região administrativa de Altos da França, no departamento de Somme. Estende-se por uma área de 4,19 km². Em 2010 a comuna tinha 74 habitantes (densidade: 17,7 hab./km²).